# 玉川大学

玉川大学（日语：玉川大学）是日本一所私立大学，位于东京都町田市玉川学园六丁目1番1号的，于1947年成立。简称为“玉川大”、“玉大”。玉川大学是首都圈西部大学単位互换协定会协定校、横滨市青叶区内六大学连携协定缔结、日本私立大学协会会员校、大学基准协会正会员校、财团法人私立大学通信教育协会加盟校。

## 历史
- 1929年（昭和4年），学校由小原国芳创立，教学宗旨为“全人教育”。
- 1947年，大学令颁布，旧制大学的最后时间段设置认可。予科、文农学部文学科·农政学科、研究科设置。
- 1949年，新制玉川大学设置。文学部教育学科、英美文学科之农学部农学科设置。学长田中宽一（心理学）、波多野精一（宗教哲学）。小原国芳学长就任校长，1952年。
- 1950年，推广全人教育。
- 1962年，开设工学部。一共设置了机械工学科、电子工学科、经营工学科3学科。
- 1964年，开设文学部艺术学科、农学部农艺化学科。
- 1972年，开设文学部外国语学科、工学部情报通信工学科。
- 1994年，开设学术研究所。
- 2001年，开设经营学部国际经营学科。农学部的农学科·生物资源学科、农艺化学科·应用生物化学科更名。
- 2002年，教育学部、艺术学部开设、文学部教育学科·教育学部教育学科之文学部人间学科、文学部艺术学科·艺术学部改组。文学部英美文学科、外国语学科改组、国际言语文化学科开设。通信教育部的文学部教育学科·教育学部教育学科改组。
- 2003年，开设女子短期大学教育学部乳幼儿开发学科。
- 2004年，工学部改组。机械工学科·机械学科、电子工学科·知能情报学科、情报通信工学科学科、经营工学科学科名称变更。知能能情报学科·人间情报科学设置。
- 2005年，开设农学部·生物环境学科、生命化学科。
- 2006年，开设文学部·比较文化学科、国际言语文化学科募集停止。
- 2007年，开设脑科学研究所。开设经营学部·观光经营学科。
- 2008年，工学部改组。
- 2011年，开设量子情报科学研究所。

## 院系
- 文学部：人类学科、比较文化学科
- 农学部：生物资源学科、生物环境系统学科、生命化学科、应用生物化学科
- 工学部：机械情报系统学科、软件科学学科、经营管理科学学科、机能系统学科、智能情报系统学科、媒体网络工程学科、情报通信工学科
- 经营学部：国际经营学科、观光经营学科
- 教育学部：教育学科、婴幼儿发达学科
- 艺术学部：舞台艺术学科、媒体艺术学科、视觉艺术学科
- 基础教养学部
- 通讯教育部

### 大学院
- 文学研究科：硕士课程：哲学专攻、应文学专攻、教育学专攻
- 农学研究科
- 工学研究科
- 经营管理研究科
- 教育学研究科

### 附属机构
- 图书馆
- 教育博物馆
- 学术研究所
- 脑科研究所
- 量子情报科学研究所
- 玉川大学出版部

## 相关人物
- 玉川大学校友一览